# Liste der Monuments historiques in Hénaménil
Die Liste der Monuments historiques in Hénaménil führt die Monuments historiques in der französischen Gemeinde Hénaménil auf.

## Liste der Objekte
| Bezeichnung | Beschreibung                                                  | Standort                                        | Kennzeichnung | Schutzstatus | Datum | Bild |
| ----------- | ------------------------------------------------------------- | ----------------------------------------------- | ------------- | ------------ | ----- | ---- |
| Kruzifix    | Holz, Ende des 16. Jahrhunderts, nachträglich bezeichnet 1672 | in der Kirche Notre-Dame-de-l’Assomption (Lage) | PM54001579    | Inscrit      | 1985  |      |